# Okręg Dijon
Okręg Dijon (fr. Arrondissement de Dijon) – okręg we wschodniej Francji. Populacja wynosi 361 tysięcy.

## Podział administracyjny
W skład okręgu wchodzą następujące kantony:
- Auxonne,
- Chenôve,
- Dijon-1,
- Dijon-2,
- Dijon-3,
- Dijon-4,
- Dijon-5,
- Dijon-6,
- Dijon-7,
- Dijon-8,
- Fontaine-Française,
- Fontaine-lès-Dijon,
- Genlis,
- Gevrey-Chambertin,
- Grancey-le-Château-Neuvelle,
- Is-sur-Tille,
- Mirebeau-sur-Bèze,
- Pontailler-sur-Saône,
- Saint-Seine-l'Abbaye,
- Selongey,
- Sombernon.